# 兰尼·巴沙姆
兰尼·罗伯特·巴沙姆（英語：Lanny Robert Bassham，1947年1月2日—），生于得克萨斯州科曼奇县，美国射击运动员。

## 生平
在1972年慕尼黑奥运会，巴沙姆输给了队友约翰·赖特。在1976年蒙特利尔奥运会小口径步枪三姿比赛（男女混合）中，他和女队友玛格丽特·默多克获得总环数（1162环）相同，巴沙姆曾要求国际射联应当授予他们两人金牌，当经过审核后，最终还是由巴沙姆个人夺得金牌。赛后，巴沙姆让默多克和他一同站在冠军颁奖台上接受颁奖。
巴沙姆在1974年瑞士世界射击锦标赛的300米步枪卧射、300米步枪立射中获得冠军，拥有这两个个人赛项目的世界冠军。此外还在泛美运动会、美国国内的运动会中获得多面金牌。之后曾短暂担任美国国家队射击队主任，不久便自主创业，成立了一间向商界人士、运动员的提供心里辅导的公司。

## 奥运会成绩
巴沙姆曾参与两届奥运会的射击比赛。
| 50米步枪三姿  | 亚军 · 1157环 | 冠军 · 1162环 · |
| 300米步枪三姿 | 第7名 1144环  | —               |